# Somlójenő
Somlójenő är en ort (by) i provinsen Veszprém i västra Ungern. Orten har 292 invånare (2024), på en yta av 8,15 km². Den ligger cirka 15,5 kilometer väster om Ajka.